# 10125 Stenkyrka
10125 Stenkyrka
10125 Stenkyrka là một tiểu hành tinh vành đai chính với chu kỳ quỹ đạo là 1181.8186265 ngày (3.24 năm).
Nó được phát hiện ngày 21 tháng 3 năm 1993.
Tiểu hành tinh named after Stenkyrka, a parish in Sweden.